# 1719 Jens
1719 Jens è un asteroide della fascia principale del diametro medio di circa 18,93 km. Scoperto nel 1950, presenta un'orbita caratterizzata da un semiasse maggiore pari a 2,6561016 UA e da un'eccentricità di 0,2219071, inclinata di 14,27419° rispetto all'eclittica.
L'asteroide è dedicato al nipote dello scopritore.